# Соколова, Ирина Леонидовна
Ири́на Леони́довна Соколо́ва (род. 24 декабря 1940 года, Мурманск, СССР) — советская и российская актриса. Народная артистка РСФСР (1980). Лауреат премии Ленинского комсомола (1972) и Государственной премии РСФСР им. К. С. Станиславского (1982).

## Биография
Родилась в Мурманске. Первую роль на профессиональной сцене Ирина сыграла в пять лет — она играла гномика в сказке «Золушка» и даже получила свой первый гонорар — розовую конфету.
В 1963 году окончила театральную студию при ТЮЗе им. А. А. Брянцева и в том же году была принята в труппу ТЮЗа. Актриса начала свой творческий путь в амплуа травести.
Была любимой актрисой художественного руководителя ТЮЗа в 1962—1986 годах, З. Я. Корогодского.
В 1963 году впервые снялась в кино. С 1980 года (в течение более тридцати лет) неоднократно снималась в кинофильмах Александра Сокурова. Самые заметные её работы — в фильмах «Скорбное бесчувствие», «Дни затмения», «Молох» и «Телец».
В 1995 году Ирина Соколова была художественным руководителем ТЮЗа, при этом продолжив играть в спектаклях театра.
В 1997 году спектакль «Старосветские помещики» в постановке Георгия Васильева, где она играла роль Пульхерии Ивановны, был с успехом показан на международном театральном фестивале в Авиньоне (Франция), объездил множество стран: Латвия, Эстония, Литва, Франция, Германия, Чехия, Турция, Белоруссия, побывал в Москве на фестивале русской драмы, во Владимире, во множестве провинциальных городов России.
В 1999 году Ирина Леонидовна в числе нескольких артистов покинула труппу театра вместе с отстранённым от должности художественного руководителя ТЮЗа Анатолием Праудиным. С того момента и по сей день Ирина Соколова — артистка театра «Экспериментальная сцена» (в «Балтийском доме») под руководством Анатолия Праудина. В «родном» ТЮЗе как приглашённая актриса сейчас исполняет три роли. Также является приглашённой актрисой «Театра поколений».

## Признание и награды
- премия Ленинского комсомола (1972)
- заслуженная артистка РСФСР (28.10.1974)
- народная артистка РСФСР (20.08.1980)
- Государственная премия РСФСР имени К. С. Станиславского (1982) — за исполнение ролей в спектаклях последних лет на сцене Ленинградского ТЮЗа
- Санкт-Петербургская высшая театральная премия «Золотой софит» (1997)
- Лучшая театральная актриса года (по версии общества «Театрал») (2000)
- Национальная премия в области театрального искусства для детей «Арлекин» в номинации «За великое служение театру для детей» (2007)
- Почётный диплом Законодательного Собрания Санкт-Петербурга (01.12.2010) — за выдающийся вклад в развитие культуры и искусства в Санкт-Петербурге и в связи с 70-летием со дня рождения[5]
- Благодарность Законодательного Собрания Санкт-Петербурга (23.12.2015) — за выдающиеся личные заслуги в развитии культуры и искусства в Санкт-Петербурге, многолетнюю успешную творческую деятельность, а также в связи с 75-летием со дня рождения [6]
- Специальная премия Номинационного совета петербургского театральной премии «Золотой софит» «За уникальный вклад в театральную культуру Санкт-Петербурга» (2018)[7]
- Специальная премия «Золотая маска» «За выдающийся вклад в развитие театрального искусства» (2021)[8]

## Роли в театре
Роли в ТЮЗе
За многие годы в ТЮЗе Ирина Соколова сыграла огромное множество ролей. Вот некоторые из них (список подлежит пополнению):
Офелия — «Гамлет»
Девочка в трактире — «Глоток свободы»
Аграфена Кондратьевна — «Свои люди - сочтёмся»
Тимми — «Тимми, ровесник мамонта»
Мама мышь — «Все мыши любят сыр»
Дюшка — «Весенние перевёртыши»
сеньор Грегорио Чиче — «Месс-Менд»
Конёк-горбунок — «Конёк-горбунок»
Кот в сапогах — «Бонжур, месье Перро!»
Кошка — «Кошка, которая гуляла сама по себе» (по мотивам Р. Киплинга)
Бэмби-малыш — «Бэмби»
Торин Оукеншильд — «Баллада о славном Бильбо Бэггинсе»
Мария — «Профессия» Айзека Азимова
Старуха — «Не уходи никогда»
Маленький принц — «Маленький принц»
Арина Родионовна — «Покойный бес» (по «Повестям Белкина» А. С. Пушкина)
Пульхерия Ивановна — «Старосветские помещики» (по повести Н. В. Гоголя, постановка Георгия Васильева)
Элен Лумис — «Вино из одуванчиков»
Матушка Кураж — «Мамаша Кураж и её дети» (Б. Брехт)
На «Экспериментальной сцене» под руководством Анатолия Праудина в театре-фестивале «Балтийский Дом»
Ослик Иа — «Дом на Пуховой опушке»
Харита Огудалова — «Бесприданница»
Анна Ахматова — «Поющие призраки»
Марина, старая няня — «Дядя Ваня»
Нарышкина — «Царь PJOTR»
На большой сцене Театра-фестиваля «Балтийский Дом»
Люси Купер — «Два старомодных коктейля для двух старомодных чудаков» (режиссёр Владимир Тыкке)
Старичок — «Зощенко Зощенко Зощенко Зощенко», (режиссёр Андрей Прикотенко)
БДТ
В спектаклях «Время женщин» и «Квартет».

## Фильмография
1. 1963 — Бухта Елены — Аня
2. 1972 — Заячий заповедник
3. 1980 — Разжалованный
4. 1983 — Пацаны — мать Синицына
5. 1985 — Страховой агент
6. 1987 — По второму кругу
7. 1987 — Скорбное бесчувствие — няня Гиннесс
8. 1988 — Гнев отца
9. 1988 — Дни затмения — сестра Малянова
10. 1990 — Закат — Нехама, жена Менделя
11. 1990 — Возвращение в Зурбаган
12. 1990 — Мои люди
13. 1994 — Замок — Мицци
14. 1994 — Сделай мне больно
15. 1996 — Вовкулакия, или Загадка доктора Никодима
16. 1996 — Про любовь
17. 1998 — Камень Отриона
18. 1999 — В зеркале Венеры
19. 1999 — Молох — Геббельс (в титрах указана как Леонид Сокол)
20. 2000 — Телец — мать Ленина
21. 2001 — Конец века — Марина Николаевна
22. 2002 — Агентство «Золотая пуля» — мать убийцы
23. 2002 — Война — мать капитана Медведева
24. 2004 — Агент национальной безопасности (5 сезон)
25. 2005 — Sказка O Sчастье — бабушка Ольги
26. 2006 — Свой Чужой — мать Штукина
27. 2009 — Вербное Воскресенье — Розалия Наумовна
28. 2009 — Вольф Мессинг: видевший сквозь время — Йозеф Геббельс
29. 2009 — Весельчаки — тётя Даша
30. 2014 — Сердце ангела — Арина Павловна Прозоровская
31. 2015 — Своя чужая — Анна Леонидовна, мать Александры Маринец
32. 2015 — Тайны следствия (15 сезон, 4-5 серии) — Бэлла Яковлевна Теплицкая
33. 2018 — Мельник — Наталья Викторовна, мать Стеллы
34. 2021 — Филин (4-я серия) — Анастасия Марковна Милохина
35. 2022 — Анна Медиум/Медиум-2 (16-я серия);/Медиум-3 (14 -я серия) — умершая бабушка Анны
36. 2023 — Цербер — Арина Родионовна, няня Александра Пушкина